# Cucullia sabulosa
Cucullia sabulosa là một loài bướm đêm trong họ Noctuidae.